# زنبورخوار سبز آسیایی
زنبورخوار سبز آسیایی (نام علمی: Merops orientalis) گونه‌ای زنبورخوار است که در منطقه جنوب ایران تا هند و ویتنام زندگی می‌کند. این پرنده از حشرات تغذیه می‌کند و اغلب در بوته‌زارها و جنگل‌های دور از آب زندگی می‌کند.

## ویژگی‌ها
طول بدن زنبورخوار سبز آسیایی با در نظر گرفتن پرهای دراز میانی دم ۲۵ سانتی‌متر است. این پرنده توسط پر و بال سبز، خط چشمی سیاه، طوق سینه‌ای سیاه و گلوی آبی به سادگی شناخته می‌شود. تارک آن گاهی به رنگ نارنجی است و زیر بال‌های آن نیز به رنگ مسی.
زنبورخوار سبز آسیایی کمتر از دیگر زنبورخوارها اجتماعی است. این پرنده در جنگل‌های نواحی پست ساحلی زادآوری می‌کند.